# 蕭烏野
蕭烏野（しょう うや、生没年不詳）は、遼（契丹）の軍人。字は草隠。

## 経歴
祖先は興聖宮（女古オルダ）の分枝。観察使の蕭塔里直の孫にあたる。重熙年間に護衛となり、興宗に見出されて護衛太保に上った。清寧9年（1063年）、耶律重元の乱の平定にあたって耶律仁先を補佐し、功績により団練使の位を加えられた。敵烈部がたびたび近隣の部を侵犯していたため、烏野は命を受けて敵烈部節度使となった。まもなく母が老年であるのを理由に帰郷した。母が死去すると、哀しみのあまりに体をこわした。服喪が終わると、興聖宮使と延慶宮使を歴任して死去した。

## 伝記資料
- 『遼史』巻92 列伝第22